# Chefdenker
 (août 2025).
Si vous disposez d'ouvrages ou d'articles de référence ou si vous connaissez des sites web de qualité traitant du thème abordé ici, merci de compléter l'article en donnant les références utiles à sa vérifiabilité et en les liant à la section « Notes et références ».
Chefdenker est un groupe de punk rock allemand, originaire de Cologne.

## Histoire
Le groupe est fondé en 2002 par Claus Lüer (Johnny Colognesome), leader du groupe Knochenfabrik. En plus de tournées constantes dans des clubs à travers l'Allemagne, la Suisse et l'Autriche, il joue plusieurs fois dans les grands festivals punk, notamment les festivals Force Attack, Punk im Pott et Ruhrpott Rodeo.
En 2008, Chefdenker sort l'album Der liebe Gott sieht alles sans son chanteur sous le nom de Blinker Links et l'album Mach mir die Schere! sous le nom d'Ausgang Ost.
Peu avant les enregistrements du troisième album studio Coverbands ist die Zukunft, le guitariste solo et membre fondateur The Kollege quitte le groupe, mais revient en 2008. De 2007 à 2008, la guitare solo est jouée par Toto, ex-leader du groupe Skin of Tears.
En octobre 2010, l'album römisch vier sort, sur lequel Axel Kurth de Wizo chante également sur un titre. La pochette montre un code QR et le livret fournit 19 codes QR supplémentaires (un pour chaque chanson). Derrière ces codes se trouvent des clips musicaux accessibles uniquement en prenant des photos avec un téléphone portable compatible Internet.
En 2010, Caddolf, ancien batteur du groupe The Wohlstandskinder, devient le batteur de Chefdenker ; il avait déjà enregistré quatre chansons sur l'album römisch vier.
En 2012, The Kollege joue aussi dans Drei Flaschen.
En 2016, Eigenuran est un album-concept sur les canettes de bière. Commençant par 24 Stunden Saufworkout en quatre parties, presque toutes les 19 chansons traitent de la consommation et de l'esthétique de la bière en canettes.

## Discographie
- 2003 : 16 Ventile in Gold (CD/LP)
- 2004 : Mens Sana In Corpore Sano (7"-Split-EP avec Superfreunde)
- 2005 : Eine von hundert Mikrowellen (CD/LP)
- 2007 : Coverbands ist die Zukunft (CD/LP)
- 2010 : römisch vier (CD/LP)
- 2012 : Jeder der uns sieht findet uns total geil (DVD)
- 2016 : Eigenuran (CD/LP)

## Source de la traduction
- (de) Cet article est partiellement ou en totalité issu de l’article de Wikipédia en allemand intitulé « Chefdenker » (voir la liste des auteurs).